# Evgueni Schwartz
Pour les articles homonymes, voir Schwartz.
Œuvres principales
Le Dragon
Le Roi nu
Evgueni Lvovitch Schwartz (en russe : Евге́ний Льво́вич Шварц), né le 9 octobre 1896 (21 octobre dans le calendrier grégorien) à Kazan et mort le 15 janvier 1958 à Léningrad d'une crise cardiaque, est un journaliste, écrivain, dramaturge et scénariste russe et soviétique,.

## Biographie
En 1914, Evgueni Schwartz étudie d'abord le droit à Moscou qu'il abandonne en 1917 pour le théâtre et fonde une troupe. En 1921, lui et sa troupe se rendent à Leningrad mais la troupe se dissout pour des raisons financières, malgré leur succès. Après avoir joué dans quelques pièces de théâtre, il commence une activité de journaliste et de dramaturge, et se consacre à la jeunesse par la littérature enfantine,,.
De 1925 jusqu'en 1954, Evgueni Schwartz écrit une douzaine de pièces sous forme de contes pour enfants avec des marionnettes. C'est dans sa pièce Underwood (1928) qu'on perçoit qu'il a trouvé son ultime mode d'expression artistique: le drame avec des éléments de conte de fées. Dès 1934, il utilise ce style théâtral pour les adultes. Les deux pièces qu'il écrit : L'Ombre et Le Roi nu inspirées des œuvres de Hans Christian Andersen, sont interdites par les autorités soviétiques entre 1930 et 1940, car leurs sujets font clairement référence à la réalité soviétique. Après avoir participé en 1941 à la défense de Leningrad, il est évacué à Kirov où il écrit Une nuit, qui relate la vie dans la ville assiégée, et Pays lointain, (Далекий край) sur l'évacuation d'enfants. Plus tard, il sera décoré de la Médaille pour la Défense de Léningrad. À Stalinabad il écrit Le Dragon, sa troisième pièce de théâtre, qui est aussi interdite en 1944, après sa première représentation.
Il faut ajouter que la production littéraire pour les enfants et les jeunes faisait partie du projet soviétique de diffusion des valeurs socialistes et de nombreux préceptes étaient formulés par des idéologues soviétiques. Ainsi, l'épouse de Lénine, Nadejda Kroupskaïa, a introduit le concept de « vrednost skazki », qui signifie «la nocivité du conte de fées». Selon les théoriciens littéraires socialistes, les contes de fées appartenaient à l’idéologie bourgeoise idéaliste du passé. De plus, les critiques craignaient que les éléments fantastiques ne surpassent les messages socialistes dans la littérature pour enfants.
Pendant dix années, il cesse son activité de dramaturge et revient en 1954 pour écrire une pièce pour enfants et deux pièces pour adultes parmi lesquelles Un miracle ordinaire qui sera porté à l’écran en 1978 par Mark Zakharov.
Décédé à Léningrad, Evgueni Schwarz est inhumé au cimetière Bogoslovskoïe.

## Œuvres
- Underwood (Ундервуд, 1928), pièce de théâtre en trois actes
- La Princesse et le Porcher (Принцесса и свинопас, 1934)
- Le Roi nu (Голый король, 1934), pièce de théâtre en deux actes
- La Reine des neiges (Снежная королева, 1938), conte en quatre actes
- L'Ombre (Тень, 1940), pièce de théâtre en trois actes
- Conte du temps perdu (Сказка о потерянном времени, 1940), pièce pour théâtre de marionnettes en trois actes
- Sous les tilleuls de Berlin (Под липами Берлина, 1941), pièce de théâtre-pamphlet antifasciste coécrite avec Mikhaïl Zochtchenko
- Le Dragon (Дракон, 1944), conte en trois actes
- Un miracle ordinaire, pièce de théâtre pour adultes (après 1954), donnant lieu au film Un miracle ordinaire en 1978

## Scénarios
- 1947 : Cendrillon (Золушка) de Nadejda Kocheverova et Mikhaïl Chapiro (ru)
- 1948 : Élève du cours préparatoire (ru) (Первоклассница) de Ilia Frez
- 1957 : Don Quichotte (Дон Кихот) de Grigori Kozintsev
- 1966 : La Reine des neiges (Снежная королева) de Guennadi Kazanski

## Œuvres pour la jeunesse
- Maroussia va à l’école (1953)
- Le Magicien très distrait (1990)